# Озёрный сельсовет (Башкортостан)
Озёрный сельсове́т (баш.  Озерный ауыл советы) — упразднённая в 2008 году административно-территориальная единица и сельское поселение (тип муниципального образования) в составе Учалинского района. Код ОКАТО — 80253860000. Согласно Закону Республики Башкортостан «О границах, статусе и административных центрах муниципальных образований в Республике Башкортостан» от 16 декабря 2004 года Озёрный сельсовет имел статус сельского поселения. Центром сельсовета являлось село Озёрный.

## Состав сельсовета
- с. Озёрный,
- д. Аслаево,
- д. Батталово,
- д. Узунгулово.

## История
Закон Республики Башкортостан от 19.11.2008 N 49–з “Об изменениях в  административно–территориальном устройстве Республики Башкортостан в связи с объединением отдельных сельсоветов и передачей населённых пунктов”, ст.1 гласил: 

 “Внести следующие изменения в административно–территориальное устройство Республики Башкортостан:
 в) объединить Миндякский, Озёрный и Казаккуловский сельсоветы  с сохранением наименования "Миндякский" с административным центром в селе Миндяк.
Включить село Озёрный, деревни Аслаево, Батталово, Узунгулово Озёрного сельсовета, деревни Казаккулово, Карагужино, Кубагушево Казаккуловского сельсовета в состав Миндякского сельсовета.

Утвердить границы Миндякского сельсовета согласно представленной  схематической карте.

Исключить из учётных данных Озёрный и Казаккуловский сельсоветы 

## Географическое положение
На 2008 год граничил с Челябинской областью, с муниципальными образованиями Амангильдинский сельсовет и Казаккуловский сельсовет  («Закон Республики Башкортостан от 17.12.2004 N 126-з (ред. от 19.11.2008) „О границах, статусе и административных центрах муниципальных образований в Республике Башкортостан“») 

## Природа
Земли Зауральского лесничества Учалинского лесхоза. Болота Кульбаши.